# Mode 7
För andra betydelser, se Mode 7 (olika betydelser).

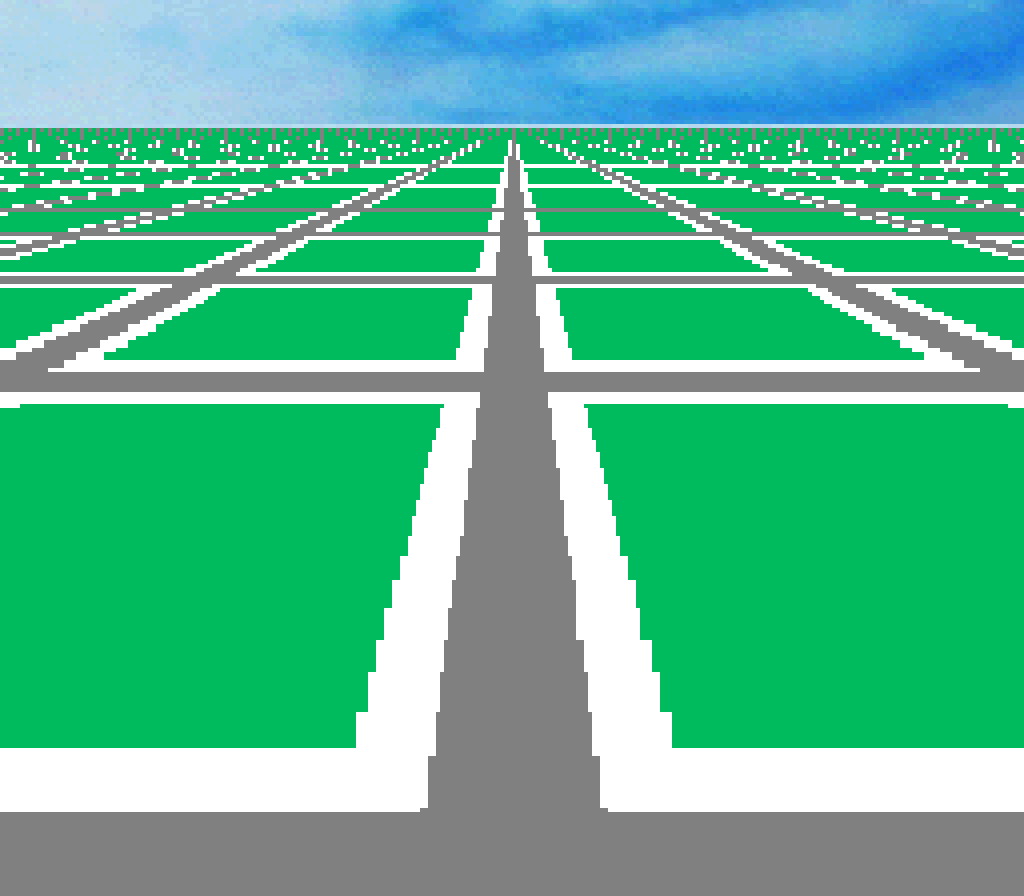
Exempel på hur effekten kan se ut. Tagen från ett SNES-demo.

Mode 7 är en teknik som används i datorspel för att skapa miljöer i 3D-Grafik. Tekniken härstammar från 1990, då den kom med Super NES. Med Mode 7 kan spelskärmen roteras. Några berömda exempel på spel där tekniken användes är F-Zero, Super Probotector, Super Castlevania IV, Wolfenstein 3D och Teenage Mutant Ninja Turtles IV: Turtles in Time.